# Gornja Koviljača
Gornja Koviljača (Servisch cyrillisch Горња Ковиљача) is een plaats in de Servische gemeente Loznica. De plaats telt 585 inwoners (2002).